# Seznam avstralskih plavalcev
Seznam avstralskih plavalcev.

## A
- Jan Andrew
- Duncan Armstrong
- Minna Atherton

## B
- Lyn Bell
- Glenn Beringen
- Graeme Brewer
- Neil Brooks
- Glenn Buchanan
- Greg Brough

## C
- Ashley Callus
- Alva Colquhuon
- Lorraine Crapp
- Robert Cusack

## D
- Michael Delany
- Helen Denman
- Steven Dewick
- Peter Doak
- Fanny Durack

## E
- Peter Evans (plavalec)

## F
- Greg Fasala
- Jenna Forrester
- Linley Frame
- Dawn Fraser

## G
- Scott Goodman
- Maddy Gough
- Shane Gould
- Elka Graham
- Julia Greville

## H
- Grant Hackett
- Toby Haenen
- Brooke Hanson
- Meg Harris
- Brett Hawke
- Jodie Henry
- Glen Housman

## I
- Grant Irvine

## J
- Shayna Jack
- Leisel Jones

## K
- Mark Kerry
- Michael Klim
- Daniel Kowalski

## L
- Suzie Landells
- Mitch Larkin
- Rosemary Lassig
- Faith Leech
- Justin Lemberg
- Libby Lenton
- Clyde Lewis
- Hayley Lewis
- Jacinta van Lint
- Nicole Livingstone

## M
- Lise Mackie
- Antony Matkovich
- Julie McDonald
- Cameron McEvoy
- David McKeon
- Emma McKeon
- Kaylee McKeown
- Taylor McKeown
- Kiah Melverton
- Max Metzker
- Scott Miller (plavalec)
- Alice Mills
- David Morgan
- Sandra Morgan
- Janice Murphy

## N
- Justin Norris

## O
- Susie O'Neill

## P
- Todd Pearson
- Kieren Perkins
- Karen Phillips
- Judy Playfair

## R
- Samantha Riley
- Greg Rogers
- Giaan Rooney
- Murray Rose
- John Ryan (plavalec)
- Sarah Ryan

## S
- Jessicah Schipper
- Emily Seebohm
- Geoff Shipton
- Jon Sieben
- Nicholas Sprenger
- Christian Sprenger
- Janet Steinbeck
- Mark Stockwell

## T
- Matthew Temple
- Petria Thomas
- Kirsten Thomson
- Robyn Thorn
- Ian Thorpe
- Ariarne Titmus
- Mark Tonelli
- Lorna Tonks

## W
- Josh Watson
- Lynne Watson
- Matt Welsh
- Michael Wenden
- Graham White
- Tarnee White
- Marilyn Wilson
- Graham Windeatt
- Rob Woodhouse
- Mina Wylie